# Bernd-Carsten Hiebing

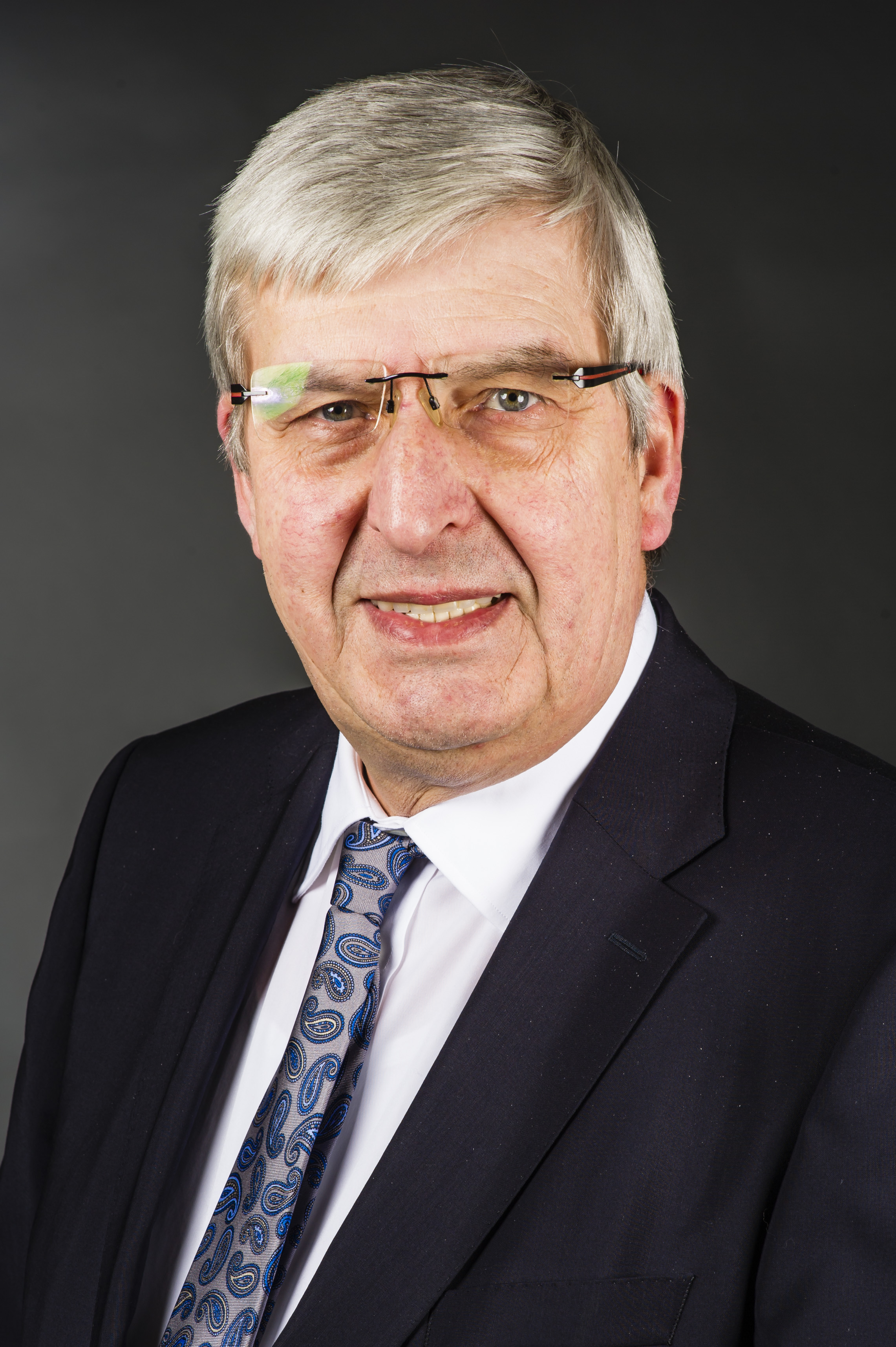
Bernd-Carsten Hiebing (2018)

Bernd-Carsten Hiebing (* 1. Mai 1951 in Landegge, jetzt Haren-Ems im Landkreis Emsland) ist ein deutscher Politiker der CDU. Er war von März 2003 bis November 2022 Mitglied des Niedersächsischen Landtags.

## Leben
Bernd-Carsten Hiebing absolvierte eine landwirtschaftliche Ausbildung und erwarb den Titel des Landwirtschaftsmeisters. Danach gründete er einen eigenen Betrieb. Er ist mit Maria Anna Hiebing geb. Schepers verheiratet und hat einen Sohn. Die Familie Hiebing betreibt eine Ferien- und Reitanlage auf dem Gut Landegge, das 1929 von Hiebings Großvater erworben wurde. Gut Landegge ist ein Herrensitz, der 1695 errichtet wurde. Im Dezember 2022 verlieh ihm der Rat der Stadt Haren (Ems) für seine jahrzehntelangen besonderen Verdienste die Ehrenbürgerschaft.

## Politik
Er trat der CDU und der Jungen Union 1972 bei. Von 1976 bis 2011 war er Mitglied im Rat der Stadt Haren (Ems), deren ehrenamtlicher Bürgermeister er von 1991 bis 2003 war. Seit 1991 ist Hiebing Kreistagsabgeordneter des Landkreises Emsland. Von 1991 bis 2011 war er stellvertretender Fraktionsvorsitzender der CDU-Kreistagsfraktion, deren Vorsitz er seit 2011 innehat. Seit 1996 ist er zudem Vorsitzender der CDU-Emsland. Er war von März 2003 bis November 2022 Mitglied des Niedersächsischen Landtags und wurde stets im Wahlkreis Meppen direkt gewählt. Er war im Ausschuss für Inneres und Sport sowie im Unterausschuss Häfen und Schifffahrt tätig. Er war ab 2008 ferner Mitglied der Datenschutzkommission. Als Sprecher des Unterausschusses Häfen und Schifffahrt war Hiebing ab 2008 Mitglied des Vorstands der CDU-Landtagsfraktion im Niedersächsischen Landtag. Hiebing nahm an der sechzehnten Bundesversammlung anlässlich der Wahl des 12. deutschen Bundespräsidenten am 12. Februar 2017 im Reichstagsgebäude in Berlin teil, aus der Frank-Walter Steinmeier als Bundespräsident hervorging. Bei der Landtagswahl 2022 trat er nicht erneut an.